# 小行星4780
小行星4780（英語：4780 Polina）是一颗围绕太阳公转的小行星。1979年4月25日，尼古拉·切爾尼赫在克里米亚发现了此天体。
这颗小行星的绝对星等为119.12059等。